# Me and Mr. Johnson
Me and Mr. Johnson è il quindicesimo album in studio del chitarrista e cantante britannico Eric Clapton, tributo al leggendario bluesman Robert Johnson. L’album è stato pubblicato nel 2004.
Nello stesso anno, a soli 5 mesi di distanza da Me and Mr. Johnson, Clapton realizza l'album Sessions for Robert J, ottenuto mettendo insieme una parte delle registrazioni di questo album che non sono però state incluse nella versione finale. 

## Tracce
Tutte le canzoni sono di Robert Johnson
1. "When you got a good friend" 3:19
2. "Little queen of spades" 4:56
3. "They're red hot" 3:24
4. "Me and the devil blues" 2:55
5. "Traveling riverside blues" 4:30
6. "Last fair deal gone down" 2:35
7. "Stop breakin down blues" 2:29
8. "Milkcow's calf blues" 3:18
9. "Kind hearted woman blues" 4:06
10. "Come on in my kitchen" 3:34
11. "If I had possession over judgement day" 3:26
12. "Love in Vain" 4:02
13. "32-20 blues" 2:58
14. "Hell hound on my trail" 3:52

## Formazione
- Eric Clapton - chitarre e voce
- Steve Gadd - batteria
- Nathan East - basso
- Billy Preston - organo hammond e pianoforte
- Andy Fairweather Low - chitarre
- Doyle Bramhall II - chitarre
- Jerry Portnoy - armonica a bocca
- Jim Keltner - batteria nella traccia 5
- Pino Palladino - basso nella traccia 5